# Nivusjärvi
Nivusjärvi är en sjö i Finland. Den ligger i kommunen Parkano i landskapet Birkaland, i den sydvästra delen av landet, 240 km nordväst om huvudstaden Helsingfors. Nivusjärvi ligger 156,9 meter över havet. Arean är 67,4 hektar och strandlinjen är 4,13 kilometer lång. Sjön  ingår i Kumo älvs huvudavrinningsområde.   I omgivningarna runt Nivusjärvi växer i huvudsak blandskog.